# Adineta vaga
Adineta vaga is een raderdiertjessoort uit de familie Adinetidae. De wetenschappelijke naam van deze soort is voor het eerst geldig gepubliceerd in 1873 door Davis.